# Hälltjärnen (Bollnäs socken, Hälsingland)
Hälltjärnen är en sjö i Bollnäs kommun i Hälsingland och ingår i Ljusnans huvudavrinningsområde.